# Prague fatale
Prague fatale (Prague Fatale) est un roman policier historique de Philip Kerr publié en anglais en 2011 et en français en 2014. Il s'agit du huitième volet de la série Bernie Gunther.

## Résumé
Septembre 1941. Officier de renseignement dans la SS, Bernie Gunther revient du Front de l'Est et retrouve son vieux bureau de l'Alexanderplatz à Berlin : affecté une fois de plus à la Kripo, il est chargé d'enquêter sur le meurtre d'un ouvrier néerlandais et de s'intéresser à la résistance tchèque, poursuivie par la Gestapo.
Il n'a guère le temps de s'interroger sur l'identité de l'inconnue qu'il vient de sauver dans la rue, un soir, car il doit rejoindre à Prague son ancien patron, Reinhard Heydrich. Celui-ci, récemment nommé Reichsprotektor de Bohême-Moravie, s'apprête à donner une réception fastueuse dans sa résidence campagnarde pour fêter l'événement. L'ambiance est quelque peu assombrie par l'assassinat de l'un de ses aides de camp, dont le cadavre a été découvert dans une pièce fermée de l'intérieur. Heydrich ordonne à Bernie de démasquer le coupable. Et Heydrich n'est pas homme à accepter qu'on le déçoive.

## Galerie

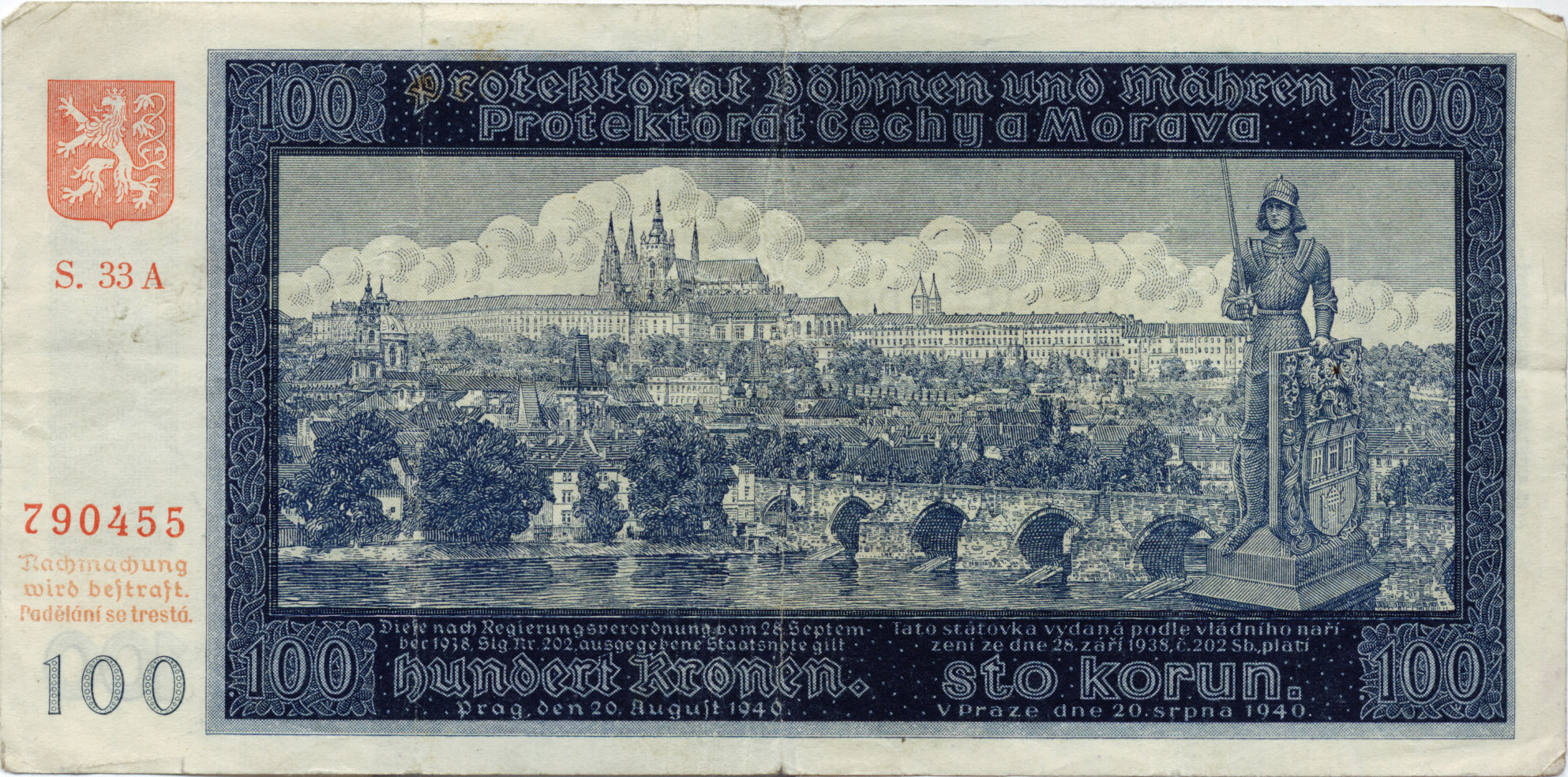
Billet de 100 couronnes du Protectorat de Bohême-Moravie, 1940
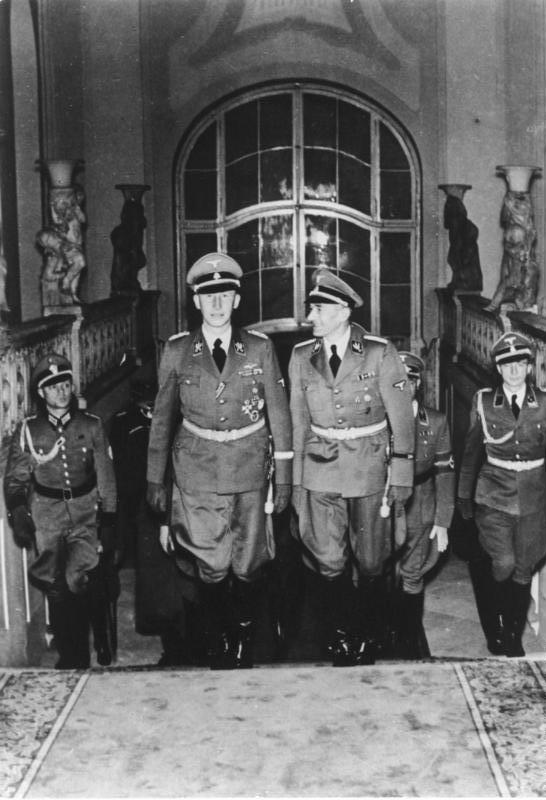
Heydrich en visite au château de Prague, en compagnie de Karl Hermann Frank, 1941
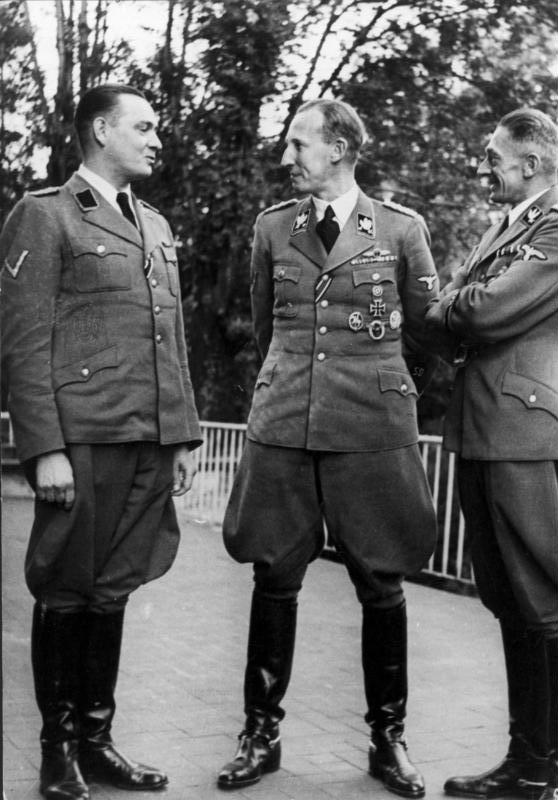
Horst Böhme, Heydrich et Frank à Prague, 1941
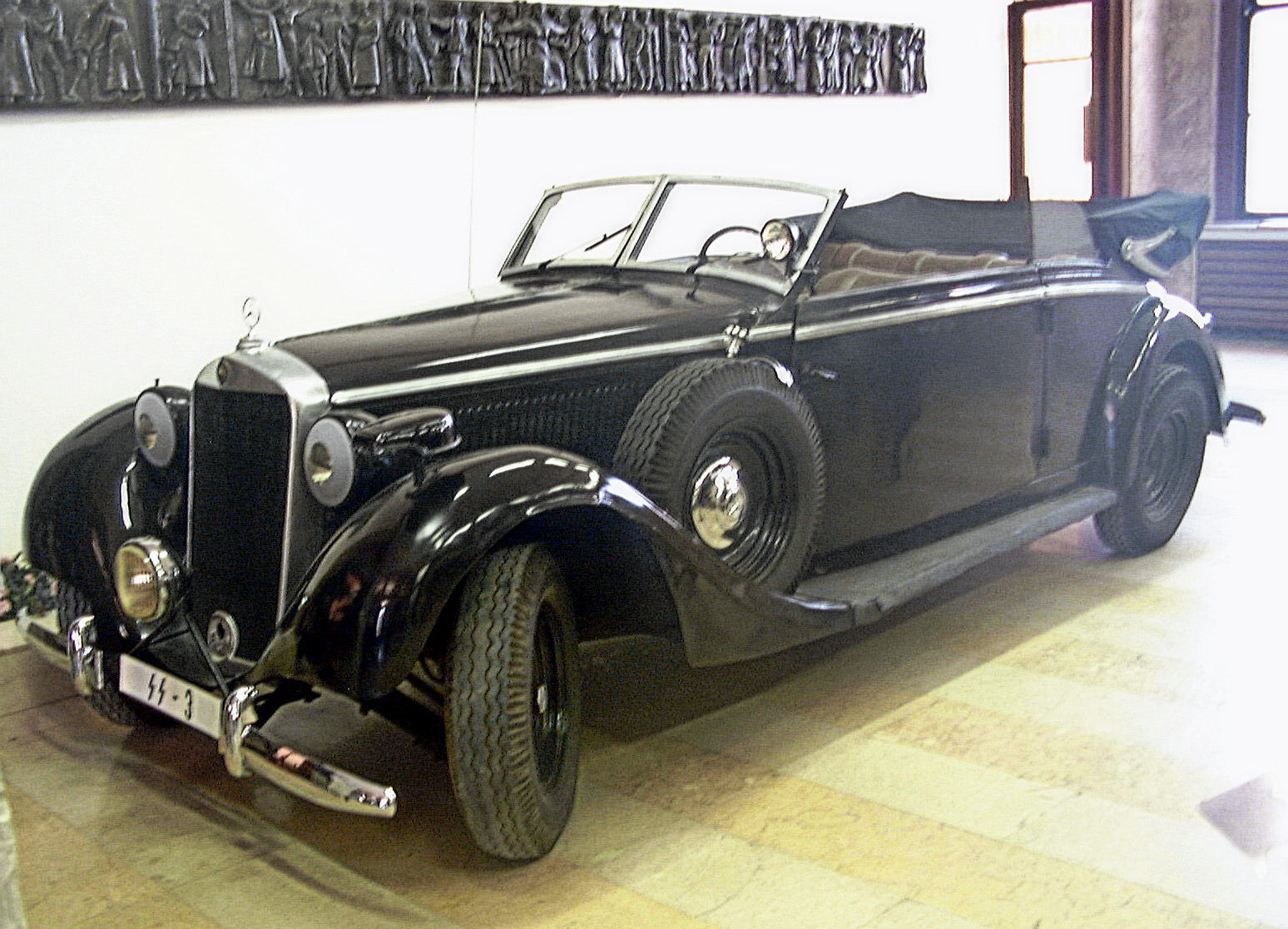
La voiture de Heydrich